# رحل وراف
رَحْل وَرَّاف هي بلدية في منطقة بلنسية بإسبانيا.